# Odion Ighalo
Odion Ighalo, né le 16 juin 1989 à Lagos, est un footballeur international nigerian évoluant  au poste d'attaquant à Al-Wehda FC.

## Biographie

### Jeunesse et débuts
Ighalo est né le 16 juin 1989 à Lagos au Nigeria. Il connait une enfance difficile et pauvre mais se révèle à travers le football. Formé au Prime FC, Ighalo y fait ses débuts professionnels en 2005 puis rejoint le Julius Berger FC un an plus tard. Le jeune attaquant se fait alors remarquer par Marcelo Houseman, agent de la FIFA, et quitte le Nigeria pour la Norvège où il signe au FK Lyn.
Ighalo joue son premier match sur le Vieux Continent le 16 septembre 2007 durant une rencontre de Tippeligaen et marque d'emblée contre le Viking FK (2-0). Il reste deux saisons au club et inscrit neuf buts en 20 matchs. Bien qu'il attise la convoitise d'autres clubs du pays, Ighalo signe en faveur du club italien de l'Udinese Calcio en juillet 2008 à l'instar de son coéquipier Jo Inge Berget.

### Udinese Calcio et prêts (2008-2014)
Il paraphe un contrat de cinq ans avec le club italien. Ighalo n'est pas titulaire en Italie et joue six matchs pour une réalisation durant la saison 2008-2009. Il marque son unique but italien le 31 mai 2009 pour une large victoire 6-2 contre le Cagliari Calcio. 
Ighalo est prêté au Grenade CF durant l'été 2009. Le club évolue alors en Segunda División B, la troisième division espagnole. Le Nigérian joue son premier match le 24 octobre 2009 et marque cinq minutes après son entrée en jeu contre le Jerez Industrial CF en scellant une victoire 3-0. En avril 2010, il réalise un triplé face à l'UD Melilla. Ce prêt permet à Ighalo de prendre de l’expérience et de la confiance devant le but. L'attaquant marque 17 buts en 28 rencontres toutes compétitions confondues.
De retour à l'Udinese, Ighalo est prêté à l'AC Cesena à l'été 2010. Il ne joue que quatre rencontres pour une seule titularisation en Coupe d'Italie contre le Novare Calcio. Ighalo revient à Grenade au mois de décembre 2010 jusqu'à la fin de la saison 2010-2011. Le 18 juin 2011, il marque un but crucial en Barrages de Primera División qui offre une montée en Liga, ce qui n'était pas arrivé au club depuis 35 ans. 
Ighalo découvre donc la Liga lors de la saison 2011-2012. Le 27 août 2011, il est titulaire pour ses débuts en championnat qui se soldent par une défaite 1-0 contre le Betis Séville. Ighalo marque son premier but en Liga le 4 décembre et offre une victoire aux siens face au Real Saragosse. Malgré un bilan contrasté au niveau statistique avec six réalisations, l'attaquant se montre important dans le maintien des Andalous au sein de l'élite espagnole.
De nouveau cédé à Grenade durant les deux saisons suivantes, Ighalo continue de se montrer important pour le club et s'attire la sympathie de ses supporters. Il marque douze buts en 74 matchs de Liga dont certains sauvent Grenade de la relégation.

### Watford FC (2014-2017)
Le 29 juillet 2014, Ighalo est prêté par l'Udinese au club anglais de Watford FC. Il débute en tant que remplaçant durant une rencontre de Coupe de la Ligue. Le nigérian attend septembre pour ouvrir son compteur lors d'un match de championnat, transformant son penalty raté.
En octobre 2014, Watford rachète le nigérian qui a marqué trois buts en dix matchs. Le reste de la saison d'Ighalo est étincelant. Le 24 janvier 2015, il réalise un quadruplé en championnat contre Blackpool (7-2). Ighalo totalise vingt réalisations en Championship et contribue à la montée du club en Premier League. 
Ighalo réalise une belle saison 2015-2016 qui le voit faire ses premiers pas dans l'un des meilleurs championnat du monde. Formant un duo d'attaque efficace avec Troy Deeney, il enchaîne les buts et les bonnes performances. Le 8 août 2015, pour son premier match en Premier League, Ighalo marque face à Everton (2-2). Le 19 septembre, l'international nigérian réussit un doublé qui offre la victoire 2-1 contre Newcastle United. Ighalo clôt l'exercice avec quinze buts et deux passes décisives en championnat.
Ighalo ne parvient pas à confirmer son efficacité durant le début de la saison 2016-2017. Il ne trouve la marque qu'à une seule reprise en 18 matchs malgré une concurrence mesurée.

### Changchun Yatai (2017-2019)
Le 31 janvier 2017, Ighalo s'engage pour le club chinois de Changchun Yatai au terme d'un transfert de 23 millions d'euros.

### Shanghai Shenhua (2019-2021)
Le 14 février 2019, Ighalo s’engage au club du Shanghai Shenhua pour un montant de 5,85 millions d’euros.

### Prêt à Manchester United (2020-2021)
Le 1er février 2020, Ighalo est prêté pour 6 mois à Manchester United. Le 5 mars 2020 il marque son premier but face au Club Bruges KV en Ligue Europa.

### Départ pour l'Arabie Saoudite (depuis 2021-)
Le 4 février 2021, Ighalo s’engage à Al-Shabab pour un montant de 2,50 millions d’euros en provenance du Shanghai Shenhua.
Son prêt est prolongé pour 6 mois supplémentaires en juin 2020.
Le 30 janvier 2022,  le club d'Al-Hilal annonce le recrutement de l'international Nigérian. Il s'est engagé pour 18 mois avec la formation basée à Riyad, entraînée par Leonardo Jardim.
il est sacré meilleure du championnat saoudien à la saison 2021-22 avec Al Hilal Riyad avec 24 buts

### En équipe nationale
En mars 2015, Ighalo est convoqué en équipe du Nigeria. Le 25 mars, il est titulaire pour son premier match international qui voit son pays s'incliner 1-0 contre l'Ouganda. Ighalo marque sur penalty son premier but le 13 juin 2015 face au Tchad (2-0).
Après une Coupe du monde 2018 désastreuse, l'attaquant nigérian se ressaisit lors des qualifications pour la Coupe d'Afrique des Nations de 2019, inscrivant notamment un triplé (son premier en équipe nationale) contre la Libye le 13 octobre 2018. Puis trois jours plus tard, toujours face à la Libye, il inscrit un doublé permettant à son équipe de s'imposer (2-3).
Logiquement convoqué pour disputer la CAN 2019, Ighalo marque le but de la victoire lors du premier match de poule contre le Burundi (1-0). En huitièmes de finale, l'attaquant se montre précieux en réalisant un doublé et délivrant la passe décisive à Alex Iwobi qui scelle une victoire 3-2 contre le Cameroun, tenant du titre. Le Nigeria parvient à se hisser jusqu'en demi-finale mais est stoppé par l'Algérie qui s'impose sur le score de 2-1 malgré un but sur penalty de Ighalo. L'attaquant marque l'unique but de la petite finale contre la Tunisie et quitte la compétition avec cinq buts, ce qui fait de lui le meilleur buteur de la compétition. Dans la foulée, il annonce sur les réseaux sociaux sa retraite internationale.

## Statistiques

### Statistiques détaillées
Ce tableau présente les statistiques de Odion Ighalo.
| Saison                | Club                     | Championnat           | Championnat | Championnat | Championnat | Coupe nationale | Coupe nationale | Coupe nationale | Coupe de la Ligue | Coupe de la Ligue | Coupe de la Ligue | Compétition(s) continentale(s) | Compétition(s) continentale(s) | Compétition(s) continentale(s) | Compétition(s) continentale(s) | Barrages | Barrages | Barrages | Coupe du monde des clubs | Coupe du monde des clubs | Coupe du monde des clubs | Nigeria | Nigeria | Nigeria | Total | Total | Total |
| Saison                | Club                     | Division              | M.          | B.          | P.d.        | M.              | B.              | P.d.            | M.                | B.                | P.d.              | Comp.                          | M.                             | B.                             | P.d.                           | M.       | B.       | P.d.     | M.                       | B.                       | P.d.                     | M.      | B.      | P.d.    | M.    | B.    | P.d.  |
| 2005                  | Prime FC                 | Division 1            | 5           | 0           | -           | -               | -               | -               | -                 | -                 | -                 | -                              | -                              | -                              | -                              | -        | -        | -        | -                        | -                        | -                        | -       | -       | -       | 5     | 0     | 0     |
| Sous-total            | Sous-total               | Sous-total            | 5           | 0           | -           | -               | -               | -               | -                 | -                 | -                 | -                              | -                              | -                              | -                              | -        | -        | -        | -                        | -                        | -                        | -       | -       | -       | 5     | 0     | 0     |
| 2006                  | Julius Berger FC         | Division 1            | 10          | 5           | -           | -               | -               | -               | -                 | -                 | -                 | -                              | -                              | -                              | -                              | -        | -        | -        | -                        | -                        | -                        | -       | -       | -       | 10    | 5     | 0     |
| Sous-total            | Sous-total               | Sous-total            | 10          | 5           | -           | -               | -               | -               | -                 | -                 | -                 | -                              | -                              | -                              | -                              | -        | -        | -        | -                        | -                        | -                        | -       | -       | -       | 10    | 5     | 0     |
| 2007                  | Lyn Oslo                 | Tippeligaen           | 7           | 3           | 0           | -               | -               | -               | -                 | -                 | -                 | -                              | -                              | -                              | -                              | -        | -        | -        | -                        | -                        | -                        | -       | -       | -       | 7     | 3     | 0     |
| 2008                  | Lyn Oslo                 | Tippeligaen           | 13          | 6           | 1           | -               | -               | -               | -                 | -                 | -                 | -                              | -                              | -                              | -                              | -        | -        | -        | -                        | -                        | -                        | -       | -       | -       | 13    | 6     | 1     |
| Sous-total            | Sous-total               | Sous-total            | 20          | 9           | 1           | -               | -               | -               | -                 | -                 | -                 | -                              | -                              | -                              | -                              | -        | -        | -        | -                        | -                        | -                        | -       | -       | -       | 20    | 9     | 1     |
| 2008-2009             | Udinese Calcio           | Serie A               | 6           | 1           | 1           | -               | -               | -               | -                 | -                 | -                 | -                              | -                              | -                              | -                              | -        | -        | -        | -                        | -                        | -                        | -       | -       | -       | 6     | 1     | 1     |
| Sous-total            | Sous-total               | Sous-total            | 6           | 1           | 1           | -               | -               | -               | -                 | -                 | -                 | -                              | -                              | -                              | -                              | -        | -        | -        | -                        | -                        | -                        | -       | -       | -       | 6     | 1     | 1     |
| 2009-2010             | Grenade CF (prêt)        | Segunda División B    | 26          | 16          | -           | -               | -               | -               | -                 | -                 | -                 | -                              | -                              | -                              | -                              | 2        | 1        | -        | -                        | -                        | -                        | -       | -       | -       | 28    | 17    | 0     |
| Sous-total            | Sous-total               | Sous-total            | 26          | 16          | -           | -               | -               | -               | -                 | -                 | -                 | -                              | -                              | -                              | -                              | 2        | 1        | -        | -                        | -                        | -                        | -       | -       | -       | 28    | 17    | 0     |
| 2010-dec 2010         | AC Cesena (prêt)         | Serie A               | 3           | 0           | 0           | 1               | 0               | 0               | -                 | -                 | -                 | -                              | -                              | -                              | -                              | -        | -        | -        | -                        | -                        | -                        | -       | -       | -       | 4     | 0     | 0     |
| Sous-total            | Sous-total               | Sous-total            | 3           | 0           | 0           | 1               | 0               | 0               | -                 | -                 | -                 | -                              | -                              | -                              | -                              | -        | -        | -        | -                        | -                        | -                        | -       | -       | -       | 4     | 0     | 0     |
| 2011                  | Grenade CF (prêt)        | Liga Adelante         | 21          | 4           | 0           | -               | -               | -               | -                 | -                 | -                 | -                              | -                              | -                              | -                              | 4        | 1        | 0        | -                        | -                        | -                        | -       | -       | -       | 25    | 5     | 0     |
| 2011-2012             | Grenade CF (prêt)        | Liga                  | 30          | 6           | 1           | 1               | 0               | 0               | -                 | -                 | -                 | -                              | -                              | -                              | -                              | -        | -        | -        | -                        | -                        | -                        | -       | -       | -       | 31    | 6     | 1     |
| 2012-2013             | Grenade CF (prêt)        | Liga                  | 28          | 4           | 2           | 2               | 1               | 0               | -                 | -                 | -                 | -                              | -                              | -                              | -                              | -        | -        | -        | -                        | -                        | -                        | -       | -       | -       | 30    | 5     | 2     |
| 2013-2014             | Grenade CF (prêt)        | Liga                  | 16          | 2           | 0           | 2               | 2               | 0               | -                 | -                 | -                 | -                              | -                              | -                              | -                              | -        | -        | -        | -                        | -                        | -                        | -       | -       | -       | 18    | 4     | 0     |
| Sous-total            | Sous-total               | Sous-total            | 95          | 16          | 3           | 5               | 3               | 0               | -                 | -                 | -                 | -                              | -                              | -                              | -                              | 4        | 1        | 0        | -                        | -                        | -                        | -       | -       | -       | 104   | 20    | 3     |
| 2014-2015             | Watford FC               | Championship          | 35          | 20          | 2           | 1               | 0               | 0               | 2                 | 0                 | 0                 | -                              | -                              | -                              | -                              | -        | -        | -        | -                        | -                        | -                        | 3       | 1       | 0       | 41    | 21    | 2     |
| 2015-2016             | Watford FC               | Premier League        | 37          | 15          | 3           | 5               | 2               | 0               | -                 | -                 | -                 | -                              | -                              | -                              | -                              | -        | -        | -        | -                        | -                        | -                        | 8       | 2       | 1       | 50    | 19    | 4     |
| 2016-2017             | Watford FC               | Premier League        | 18          | 1           | 1           | 1               | 0               | 0               | 1                 | 1                 | 0                 | -                              | -                              | -                              | -                              | -        | -        | -        | -                        | -                        | -                        | 1       | 0       | 0       | 21    | 2     | 1     |
| Sous-total            | Sous-total               | Sous-total            | 90          | 36          | 6           | 7               | 2               | 0               | 3                 | 1                 | 0                 | -                              | -                              | -                              | -                              | -        | -        | -        | -                        | -                        | -                        | 12      | 3       | 0       | 112   | 42    | 6     |
| 2017                  | Changchun Yatai          | Super League          | 27          | 15          | 4           | 0               | 0               | 0               | -                 | -                 | -                 | -                              | -                              | -                              | -                              | -        | -        | -        | -                        | -                        | -                        | 3       | 1       | 0       | 30    | 16    | 4     |
| 2018                  | Changchun Yatai          | Super League          | 28          | 21          | 1           | 0               | 0               | 0               | -                 | -                 | -                 | -                              | -                              | -                              | -                              | -        | -        | -        | -                        | -                        | -                        | 10      | 6       | 1       | 38    | 27    | 2     |
| Sous-total            | Sous-total               | Sous-total            | 55          | 36          | 5           | 0               | 0               | 0               | -                 | -                 | -                 | -                              | -                              | -                              | -                              | -        | -        | -        | -                        | -                        | -                        | 13      | 7       | 2       | 68    | 43    | 7     |
| 2019                  | Shanghai Shenhua         | Super League          | 17          | 10          | 0           | 2               | 0               | 0               | -                 | -                 | -                 | -                              | -                              | -                              | -                              | -        | -        | -        | -                        | -                        | -                        | 10      | 6       | 1       | 29    | 16    | 1     |
| Sous-total            | Sous-total               | Sous-total            | 17          | 10          | 0           | 2               | 0               | 0               | -                 | -                 | -                 | -                              | -                              | -                              | -                              | -        | -        | -        | -                        | -                        | -                        | 10      | 6       | 1       | 29    | 16    | 1     |
| 2019-2020             | Manchester United (prêt) | Premier League        | 11          | 0           | 0           | 3               | 3               | 0               | -                 | -                 | -                 | C3                             | 5                              | 2                              | 1                              | -        | -        | -        | -                        | -                        | -                        | -       | -       | -       | 19    | 5     | 1     |
| 2020-2021             | Manchester United (prêt) | Premier League        | 1           | 0           | 0           | 0               | 0               | 0               | 2                 | 0                 | 0                 | C1+C3                          | 1                              | 0                              | 0                              | -        | -        | -        | -                        | -                        | -                        | -       | -       | -       | 4     | 0     | 0     |
| Sous-total            | Sous-total               | Sous-total            | 12          | 0           | 0           | 3               | 3               | 0               | 2                 | 0                 | 0                 | -                              | 6                              | 2                              | 1                              | -        | -        | -        | -                        | -                        | -                        | -       | -       | -       | 23    | 5     | 1     |
| 2020-2021             | Al-Shabab                | Premier League        | 13          | 9           | 3           | 0               | 0               | 0               | -                 | -                 | -                 | -                              | -                              | -                              | -                              | -        | -        | -        | -                        | -                        | -                        | -       | -       | -       | 13    | 9     | 3     |
| 2021-2022             | Al-Shabab                | Premier League        | 18          | 12          | 1           | 1               | 1               | 0               | -                 | -                 | -                 | -                              | -                              | -                              | -                              | -        | -        | -        | -                        | -                        | -                        | 1       | 0       | 0       | 20    | 13    | 1     |
| Sous-total            | Sous-total               | Sous-total            | 31          | 21          | 4           | 1               | 1               | 0               | -                 | -                 | -                 | -                              | -                              | -                              | -                              | -        | -        | -        | -                        | -                        | -                        | 1       | 0       | 0       | 33    | 22    | 4     |
| 2021-2022             | Al-Hilal FC              | Premier League        | 13          | 12          | 4           | 3               | 2               | 0               | -                 | -                 | -                 | AFC                            | 4                              | 2                              | 0                              | -        | -        | -        | 2                        | 1                        | 0                        | 1       | 0       | 0       | 23    | 17    | 4     |
| 2022-2023             | Al-Hilal FC              | Premier League        | 15          | 11          | 1           | 2               | 2               | 0               | -                 | -                 | -                 | AFC                            | 2                              | 5                              | 0                              | -        | -        | -        | 3                        | 0                        | 0                        | -       | -       | -       | 22    | 18    | 1     |
| Sous-total            | Sous-total               | Sous-total            | 28          | 23          | 5           | 5               | 5               | 0               | -                 | -                 | -                 | -                              | 6                              | 7                              | 0                              | -        | -        | -        | 5                        | 1                        | 0                        | 1       | 0       | 0       | 45    | 36    | 5     |
| Total sur la carrière | Total sur la carrière    | Total sur la carrière | 398         | 173         | 25          | 24              | 13              | 0               | 5                 | 1                 | 0                 | -                              | 12                             | 9                              | 1                              | 6        | 2        | 0        | 5                        | 1                        | 0                        | 37      | 16      | 3       | 487   | 215   | 29    |

### Buts internationaux
| 0   | Date               | Lieu                                               | Compétition                       | Résultat | Adversaire | Détail | Détail            | Détail | Sél. |
| --- | ------------------ | -------------------------------------------------- | --------------------------------- | -------- | ---------- | ------ | ----------------- | ------ | ---- |
| 1er | 13 juin 2015       | Stade Ahmadu-Bello, Kaduna, Nigeria                | Éliminatoires CAN 2017            | V 2-0    | Tchad      | 80e    | s.p du pied droit | 2-0    | 3e   |
| 2e  | 11 octobre 2015    | Stade Edmond Machtens, Molenbeek, Belgique         | Match amical                      | V 3-0    | Cameroun   | 88e    | de la tête        | 3-0    | 5e   |
| 3e  | 31 mai 2016        | Stade Josy-Barthel, Luxembourg, Luxembourg         | Match amical                      | V 1-3    | Luxembourg | 90+3e  | du pied gauche    | 1-3    | 11e  |
| 4e  | 1er septembre 2017 | Stade International Godswill Akpabio, Uyo, Nigeria | Éliminatoires Coupe du monde 2018 | V 4-0    | Cameroun   | 29e    | du pied gauche    | 1-0    | 13e  |
| 5e  | 8 septembre 2018   | Stade Linité, Victoria, Seychelles                 | Éliminatoires CAN 2019            | V 0-3    | Seychelles | 57e    | s.p du pied droit | 0-3    | 23e  |
| 6e  | 13 octobre 2018    | Stade Ahmadu-Bello, Kaduna, Nigeria                | Éliminatoires CAN 2019            | V 4-0    | Libye      | 4e     | s.p du pied droit | 1-0    | 24e  |
| 7e  | 13 octobre 2018    | Stade Ahmadu-Bello, Kaduna, Nigeria                | Éliminatoires CAN 2019            | V 4-0    | Libye      | 58e    | du pied droit     | 2-0    | 24e  |
| 8e  | 13 octobre 2018    | Stade Ahmadu-Bello, Kaduna, Nigeria                | Éliminatoires CAN 2019            | V 4-0    | Libye      | 69e    | du pied droit     | 3-0    | 24e  |
| 9e  | 16 octobre 2018    | Stade Taïeb-Mehiri, Sfax, Tunisie                  | Éliminatoires CAN 2019            | V 2-3    | Libye      | 14e    | du pied droit     | 0-1    | 25e  |
| 10e | 16 octobre 2018    | Stade Taïeb-Mehiri, Sfax, Tunisie                  | Éliminatoires CAN 2019            | V 2-3    | Libye      | 81e    | du pied gauche    | 2-3    | 25e  |
| 11e | 22 mars 2019       | Stade Stephen Keshi (en), Asaba, Nigeria           | Éliminatoires CAN 2019            | V 3-1    | Seychelles | 35e    | s.p du pied droit | 1-0    | 26e  |
| 12e | 22 juin 2019       | Stade d'Alexandrie, Alexandrie, Égypte             | CAN 2019                          | V 1-0    | Burundi    | 77e    | du pied droit     | 1-0    | 29e  |
| 13e | 6 juillet 2019     | Stade d'Alexandrie, Alexandrie, Égypte             | CAN 2019                          | V 3-2    | Cameroun   | 19e    | du pied droit     | 1-0    | 32e  |
| 14e | 6 juillet 2019     | Stade d'Alexandrie, Alexandrie, Égypte             | CAN 2019                          | V 3-2    | Cameroun   | 63e    | du pied gauche    | 2-2    | 32e  |
| 15e | 14 juillet 2019    | Stade international du Caire, Le Caire, Égypte     | CAN 2019                          | D 2-1    | Algérie    | 72e    | s.p du pied droit | 1-1    | 34e  |
| 16e | 17 juillet 2019    | Stade Al Salam, Le Caire, Égypte                   | CAN 2019                          | V 1-0    | Tunisie    | 3e     | du pied droit     | 1-0    | 35e  |

## Palmarès
- Grenade CF
  - Segunda División B
    - Champion : 2010
- Watford
  - Football League Championship (D2)
    - Vice-champion : 2015
- Manchester United
  - Championnat d'Angleterre
    - Vice-champion : 2021